# Francis William Reitz

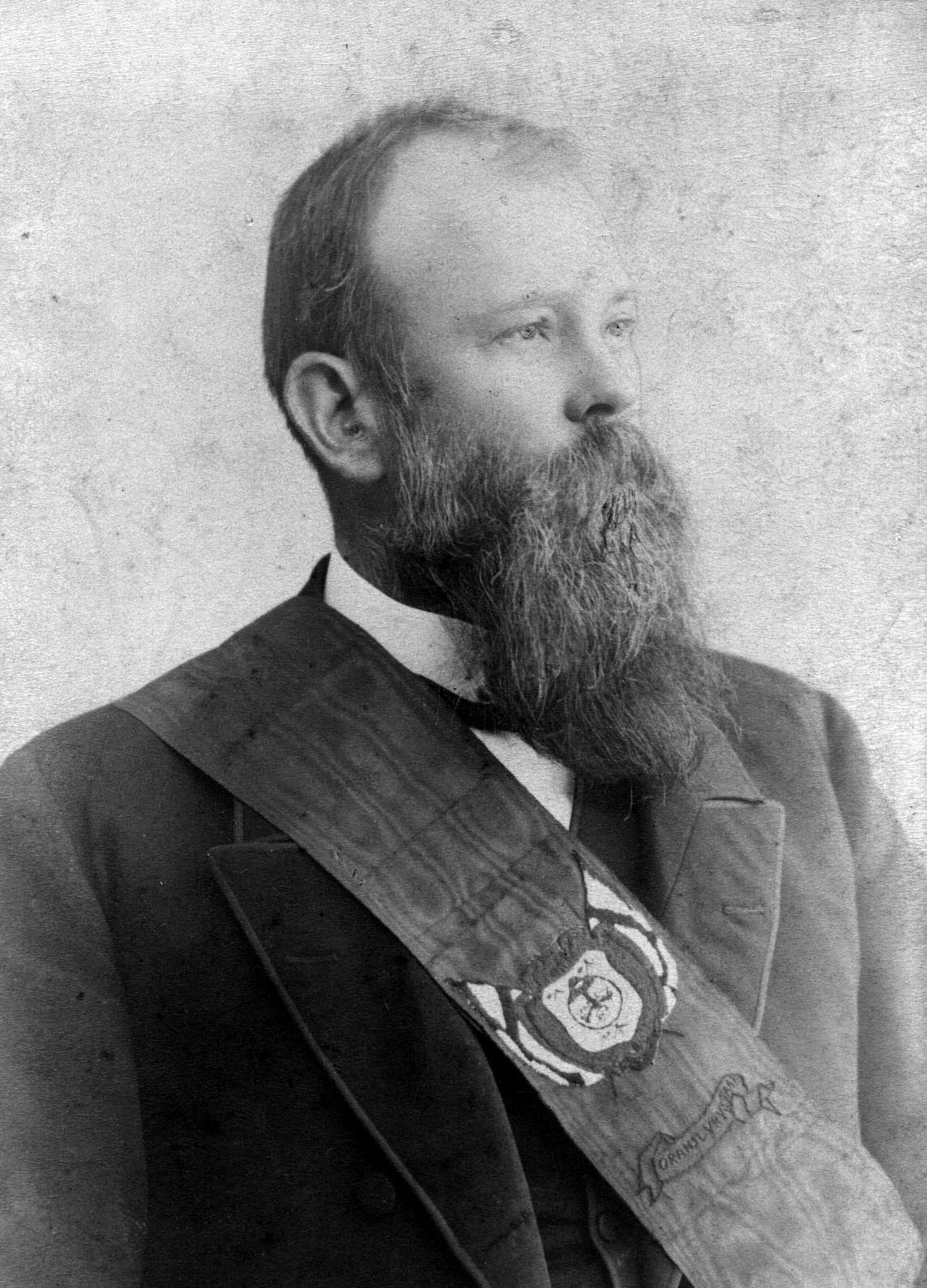
Francis William Reitz.

Francis William Reitz, född den 5 oktober 1844 i Swellendam, Kapkolonin, död den 27 mars 1934 i Kapstaden, var en sydafrikansk politiker och författare.
Reitz var först advokat i Kapkolonin, därefter 1874-89 överdomare i Oranjefristaten och 1889-96 dennas president. Redan 1881 hade han visat sitt mot engelsmännen avoga sinnelag genom att bilda Afrikander-Bond, och under sin presidentstid inledde han det närmande mellan Oranjefristaten och Transvaal, som efter hans avgång i februari 1896 befästes med en bindande offensiv- och defensivallians. Han var därefter 1898-1902 statssekreterare i republiken Transvaal. Efter att en tid ha hållit sig utanför politiken invaldes Reitz i Sydafrikanska unionens senat och var 1911-18 dennas president. Reitz gav i sina dikter (exempelvis Vijftig uitgezoochte afrikaanse gedigte, 1888; 2:a upplagan 1897) uttryck åt boernas frihetskärlek och skildrade landets natur och stämningar.